# Celebrity Sports Showdown
Celebrity Sports Showdown é um jogo de esportes de vídeo game desenvolvido pela EA Canada para o Nintendo Wii, sendo o primeiro jogo na linha EA Sports Freestyle. O jogo dispõe de dez esportes e celebridades musicais competindo entre si em diversos eventos.

## Jogabilidade
Similar a outros jogos de esporte no Wii como Wii Sports, Big Beach Sports e Deca Sports, o jogo usa o sensor de movimento do Wii Remote. Os jogadores podem competir sozinhos ou formar um time com ate quatro membros.

## Celebridades
| - Fergie - Avril Lavigne - LeAnn Rimes - Keith Urban - Nelly Furtado | - Paul Pierce - Mia Hamm - Kristi Yamaguchi - Reggie Bush - Sugar Ray Leonard |

## Esportes
| - Voleibol de praia - Inner-Tubing - Wild Water Canoeing - Hurdle Derby - Esqui alpino - Escalada | - Badminton - Tiro com arco - Joust Duel - Curling - Queimada - Corrida Aérea |